# Ахтна
Ахтна или Атна (на английски: Ahtna, Atna) е северноамериканско индианско племе, което през 19 век контролира територия от 23 000 квадратни мили в долината на Купър Ривър в Аляска.

## Име
Ахтна са известни още като Ахтена и индианците Купър Ривър. Самите те се наричат „ахтна-котаене“, което идва от местното наименование на Купър Ривър. Тлингит ги наричат „икхка-куан – хората копаещи мед“. Племето е източник на почти всичката мед в региона.

## Подразделения
Руснаците определят две техни групи около Купър Ривър – горни и долни ахтна. Но в края на 19 век са определени още две групи – средни и западни ахтна. Долните, средните и западните ахтна говорят един диалект на езика ахтна, класифициран към Атабаското езиково семейство. Горните ахтна от река Санфорд и Чисточини в Слана, Силота и Бадулнетас говорят друг по-различен диалект. Диалекта на общността в Ментаща е трети.
Всяка от групите е автономна и има определена територия, която експлоатира. Племето никога не е било обединено в съюз, но Съвета на всички вождове на групите се събира редовно за решаването на важни въпроси, касаещи цялото племе.

## Култура
Полуномади, ахтна се прехранват основно с лов на диви животни, най-вече лосове и карибу, улова на сьомга и събирането на различни диви плодове и корени. Животът им е свързан със сезонните цикли. През пролетта и лятото хората се местят първо в риболовните лагери, след което отиват във вътрешността в ловните лагери. Ахтна разделят слънчевата година на две части – лятно време (от април, май до октомври) и зимно време (от ноември до април). Октомври е наричан Средата между лятото и зимата. Септември е броен за първи месец. Отчитат 12 лунни месеца от по 30 дни всеки. През лятото за жилища използват временни правоъгълни колиби от клони покрити с кора. През зимата семействата живеят в постоянни големи дървени къщи също покрити с кора и наполовина вкопани в земята. Една такава конструкция построена от вертикални и хоризонтални пръти, с островърх покрив побира понякога до 6 роднински семейства. Някои семейства долепят до къщата втора такава, но по-малка постройка, служеща за парна церемония. Всяко голямо поселище има вожд (куаске – говорител) или дене (вожд, богат човек), които в повечето случаи са и шамани. Вождовете, техните жени, деца и свързани роднини формират племенната аристокрация. Те носят по-хубави дрехи, ядат по-добра храна и живеят в една голяма къща. Бедните и робите съставят много малка част от обществото. През зимата хората се придвижват със снегоходки и шейни, а по вода пътуват с лодки от кора и лосова кожа. Племето е организирано в матрилинейни кланове.
Писмените източници от 19 век описват хората ахтна като добре изглеждащи високи хора, с чисти дрехи и добре поддържани коси. Облеклото им е подобно на техните атабаски съседи. Жените изработват дрехи от кожата на карибу или лос като богато ги украсяват с бодли от бодливо свинче, пера, бродерия и мъниста. Хората използват също ризи от катеричи кожи и зимни наметала от заешки кожи. През зимата и двата пола носят кожени шапки. И жените и мъжете носят накити от метал или животински зъби на ушите и носа и боядисват лицата си при специални случаи.

## История
Устието на Купър Ривър е открито от руснаците през 1781 г. Първоначално племето е враждебно настроено срещу пришълците и прогонва няколко руски експедиции. Племето установява мирни отношения едва с американците през 1884 г., когато американски експедиции изследват реката. Днес в традиционната им родина в Аляска живеят около 500 души от племето.